# ホセ・ルイス・ゴメス
ホセ・ルイス・ゴメス・ウルタド（Jose Luis Gomez Hurtado、1990年8月17日 - ）はスペイン・グラナダ出身のサッカー選手。ポジションはウイング。

## 来歴
2009-2010シーズンよりルイス・エンリケ監督率いるFCバルセロナ・アトレティックに昇格を果たす。
現在は右ウイングフォワードとして起用されているが、カンテラ時代はセンターハーフやディフェンシブハーフ、右サイドハーフと中盤で起用されており、ウイングとして定着したのはカデッテBに所属していたときである。現在でも試合途中にポジションを下げてサイドハーフ気味のポジションに就くこともある。
この項目は、ウィキプロジェクト サッカー選手の「テンプレート」を使用しています。